# ناحية مركز اللاذقية
ناحية مركز اللاذقية إحدى نواحي سوريا تتبع إداريّاً لمحافظة اللاذقية منطقة اللاذقية ومركزها مدينة اللاذقية، بلغ تعداد سكان الناحية 383,786 نسمة حسب التعداد السكاني لعام 2004.

## مدن وبلدات وقرى ناحية مركز اللاذقية
بكسا، برج القصب، جناتا، كرسانا، اللاذقية، المغريط، مشيرفة الساموك، القنجرة، روضو، الشامية، سنجوان، سقوبين، دمسرخو.